# Edwin Barclay

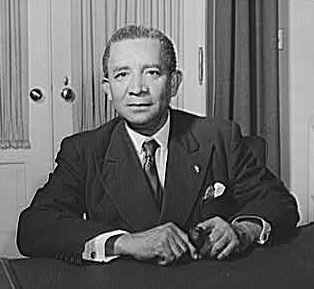
Edwin Barclay

Edwin James Barclay (* 1882; † 6. November 1955) war ein liberianischer Politiker. Er war von 1930 bis 1944 18. Staatspräsident Liberias.

## Leben

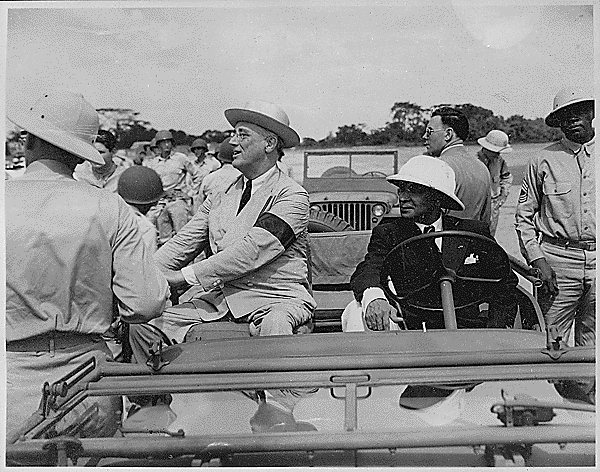
Franklin D. Roosevelt und Edwin James Barclay (rechts, am Steuer), 27. Januar 1943

Barclays Großeltern väterlicherseits wanderten 1864 von Barbados nach Liberia aus. Ernest Barclay, sein Vater, und sein Onkel Arthur Barclay waren ebenfalls wichtige liberianische Politiker. 1901 schrieb Barclay das liberianisch patriotische Lied The Lone Star Forever.
Barclay war Mitglied der True Whig Party, welche das Land zu dieser Zeit regierte, und war von 1920 bis 1930 als Außenminister und Staatssekretär Mitglied in der Regierung von Charles D.B. King. Er wurde 1930 Präsident, als King und sein Vizepräsident Allen N. Yancy auf Grund des Fernando-Po-Skandales zurücktreten mussten. Zum ersten Mal in sein Amt gewählt wurde er 1931. Barclay half Liberia eine der größten Gefahren für die Unabhängigkeit Liberias zu überstehen. Diese Gefahren waren unter anderem 
- der durch den Völkerbund unter Führung Deutschlands, dem Vereinigten Königreich und den USA gemachte Versuch, Liberia zu rekolonisieren,
- ein aggressives Auftreten Frankreichs und
- der Versuch eines Coup durch die Firestone Tire & Rubber Company, welcher ein Großteil des liberianischen Landes gehörte.

Barclay zog sich 1944 aus der Politik zurück. Sein Nachfolger wurde William Tubman.